# Juan de Acuña

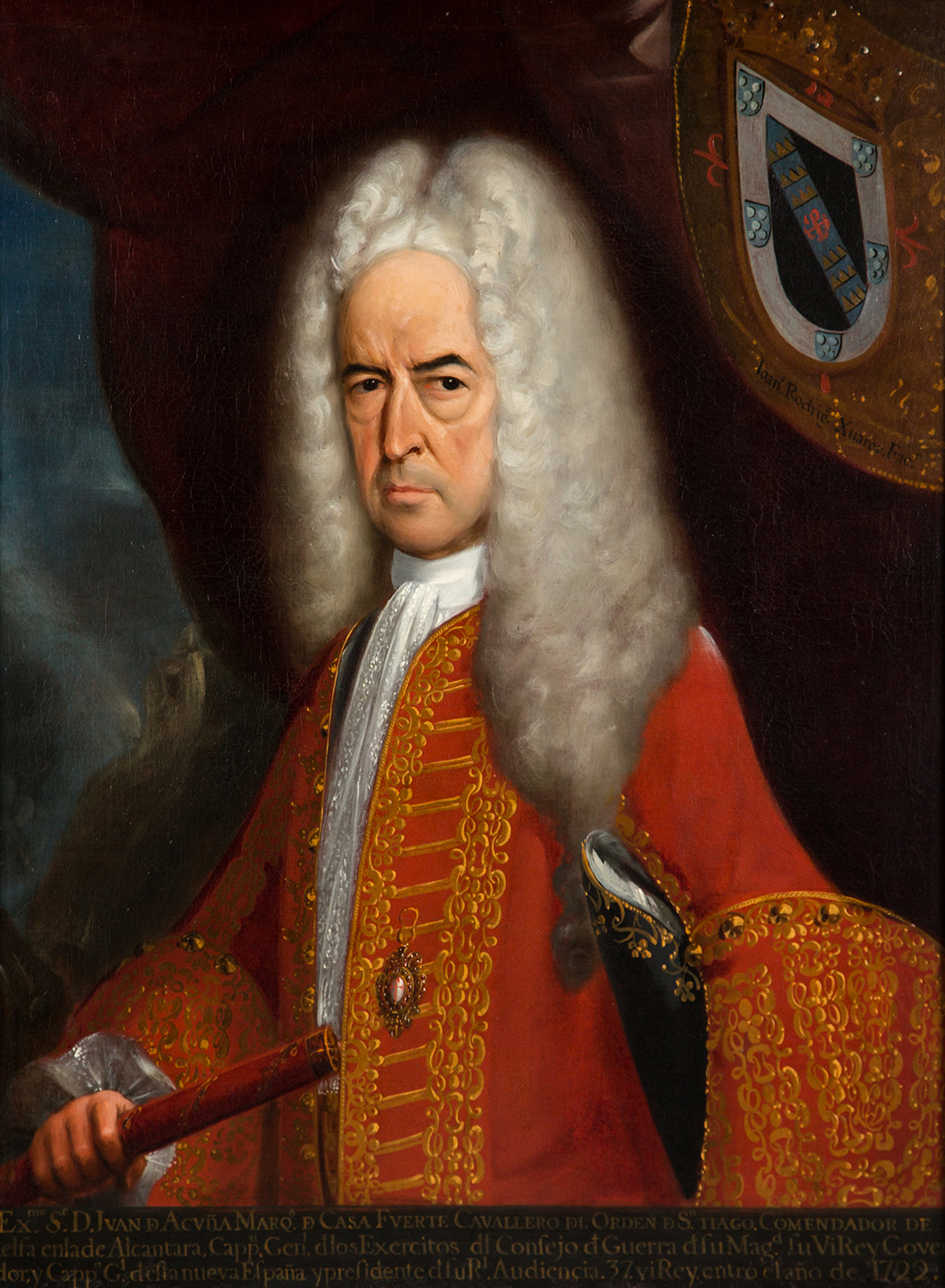
Juan de Acuña

Juan de Acuña y Bejarano, Markgraf (spanisch: marqués) von Casa Fuerte, (* 9. März 1658 in Lima, Peru; † 17. März 1734 in Mexiko-Stadt) war ein spanischer Offizier und Kolonialverwalter, der als Vizekönig von Neuspanien amtierte.

## Leben

### Herkunft und Familie
Juan de Acuña entstammte einer Familie des spanischen Adels. Sein Vater, Juan Vázquez de Acuña war als corregidor im spanischen Kolonialreich tätig – zunächst am Río de la Plata, später in San Luis Potosí, wo er seine Frau Margarita Bejarano de Marquina kennenlernte. Mit ihr zog er nach Peru, wo Juan zur Welt kam. Damit war Juan de Acuña ein Criollo, also im Ausland geboren und in der strengen Hierarchie des spanischen Hofes weit unter dem Range eines Peninsular – also einem in Spanien Gebürtigen.

### Karriere in Europa
Mit dem Tode seines Vaters ging die Familie nach Europa zurück. Iñigo de Acuña, Juans älterer Bruder, führte ihn am Hofe von König Karl II. als Page ein. Dort erfuhr Juan de Acuña einen raschen Aufstieg. 1679 wurde er in den Orden von Santiago aufgenommen, und er machte in der königlich spanischen Armee schnell Karriere.
Im Spanischen Erbfolgekrieg unterstützte er die Partei der Bourbonen. Der siegreiche König Philipp V. ernannte ihn zum Gouverneur von Messina auf Sizilien und schuf für ihn 1708 den Titel des Markgrafen von Casa Fuerte.
Er stieg zum Generalkapitän des spanischen Heeres auf und amtierte als Militärkommandant von Aragón und Mallorca. Im April 1722 ernannte ihn der König zum Vizekönig von Neuspanien. Diese Ernennung markiert eine neue Politik in der spanischen Kolonialgeschichte: Bei der Ernennung der Vizekönige nicht mehr ausschließlich auf Hochadlige zurückzugreifen, sondern auch fähigen Männern eine Chance zu geben, die aus weniger illustren Häusern stammten.

### Amtszeit als Vizekönig von Neuspanien
Ende August 1722 erreichte Acuña den Hafen von Veracruz. Da die Kassen des Vizekönigreiches leer waren, stand die Finanzierung der Feierlichkeiten zur Amtseinführung in Frage. Am 15. Oktober hielt er seinen feierlichen Einzug in Mexiko-Stadt.
Sein politisches Ziel war die Kürzung der Ausgaben, die Sanierung des Haushaltes und die Eindämmung von Korruption und Amtsmissbrauch. Dass er bei der Stellenbesetzung auch einheimische Criollos berücksichtigte, brachte ihm die Sympathien der Bevölkerung ein.
Im Norden der Kolonie schwelten weiterhin Indianeraufstände. Gleich bei seiner Ankunft kehrte eine Expedition unter dem Markgrafen von Aguayo nach Mexiko zurück, die von einem wiedererwachten widerstand der Komantschen und Apachen berichteten. Ihr Auftrag war neben der Erkundung der militärischen Gefahr auch die Suche nach einem sicheren Hafen nördlich von Acapulco, den die Schiffe von und nach den Philippinen anlaufen könnten.
1724 dankte Philipp V. zugunsten seines Sohnes Ludwig ab, der jedoch nach wenigen Wochen im Amt starb, so dass wiederum Philipp das Königreich führte.
Die spanische Flotte, die Ende 1725 aus Spanien kommend nach Mexiko kam, hatte durch Unwetter Teile ihrer Ladung verloren, darunter die gesamte offizielle Korrespondenz für das Vizekönigreich. Für die Rückfahrt mussten neue Schiffe gebaut werden – die Abreise verzögerte sich zudem durch die Bedrohung durch britische Korsaren. Am Ende gelangte die Flotte aber sicher nach Cádiz und konnte ihre Fracht – 18 Millionen Pesos in Münzen und Edelmetallen – der spanischen Krone abliefern. Zum Dank verlängerte König Philipp 1727 Acuñas Mandat um weitere sechs Jahre.
1726 entsandte Acuña den Gouverneur von Yucatán, Brigadegeneral Pedro de Rivera, in den Norden, um eine vollständige Erfassung der Siedlungen und Befestigungen dort vorzunehmen. Nach drei Jahren kehrte Rivera zurück mit Vorschlägen, das Land weit intensiver zu besiedeln, um dem Expansionsdruck der Franzosen aus Louisiana (Kolonie) zu begegnen. Acuña schickte daraufhin eine weitere Expedition unter Hauptmann Berroterán nach Norden, der den Auftrag hatte, weitere Befestigungen zu gründen. Als Siedler wurden Familien von den Kanaren vorgehesen.
Innenpolitisch begrenzte der Vizekönig Acuña die Handlungsfreiheit der Inquisition. Er erreichte beim Papst die Einrichtung einer Stiftskirche in Villa de Guadalupe, die 1730 mit einer prachtvollen Chorverzierung ausgestattet wurde, die in Macau hergestellt war und per Schiff nach Mexiko gebracht wurde.
1728 verfügte Acuña, dass die Gazeta de México, die erste Zeitung des Vizekönigreiches wieder erscheinen durfte; 1722 war ihr Erscheinen unter Vizekönig Zúñiga bald nach der ersten Ausgabe untersagt worden. Trotz seiner Sparbemühungen veranlasste er einige Neubauten in der Hauptstadt, darunter die Zollstelle (Aduana) und die Münze (Casa de la Moneda). In Orizaba ließ er die erste Kanonengießerei Neuspaniens errichten.
1733 gelang es einer spanischen Expedition, britische Siedler im Gebiet des heutigen Belize zu vertreiben, die dort – ähnlich wie in den Jahren zuvor in der Laguna de Términos – Holz schlugen, das sie im britisch verwalteten Jamaika verkauften.
Juan de Acuña starb nach längerer Krankheit am Morgen des 17. März 1734 in Mexiko-Stadt. Er wurde auch dort begraben; die Trauerfeierlichkeiten hielt der Erzbischof Juan Antonio de Vizarrón y Eguiarreta, der ihm im Amt nachfolgen sollte.